# 永遠的狄家
《永遠的狄家》（英語：Tuck Everlasting）是奈特莉‧芭比特的經典暢銷小說，描述小女孩維妮遇見長生不老的一家人。

## 劇情大綱
傅維妮從小住在新罕布夏州的樹坳村，10歲時她在家族擁有產權的樹林中遇到了少年狄傑西，傑西為了阻止維妮飲用樹林裡的泉水，說出關於泉水的秘密：飲用泉水能長生不老，傑西及他父親達克、母親梅伊、哥哥邁爾因喝過泉水，從87年前就未曾老化，受傷也會立刻痊癒，狄家一家人為了隱瞞秘密，分道四處遷徙，久久之後才又相聚。維妮和狄家成了朋友，但同時一名著黃西裝的男子也得知了泉水及狄家的秘密，黃西裝男子向維妮的家人謊稱維妮遭狄家綁架，並以幫忙帶回維妮為條件請傅家將泉水所在的樹林賣予他。黃西裝男找到狄家，說出用泉水牟利的計畫，並想強制帶走維妮，為保護維妮，梅伊打死了男子，因此遭逮捕並被判絞刑，維妮幫助狄家劫獄。狄家離開樹坳村躲避追緝，在那之前，傑西給了維妮一瓶泉水，說等維妮17歲時如果願意加入他們，就能喝下泉水去見他。維妮收下泉水後，某日為救被狗攻擊的蟾蜍，將泉水倒在蟾蜍身上，並想著17歲時若真要見傑西，再去樹林喝泉水。過了70年，狄家父母再度來到樹坳村，一切人事全非，三年前樹林與泉水被剷平，而維妮也在兩年前去世，她終究沒有選擇長生，夫妻倆憑弔故人之墓以後，又踏上了無盡的旅程。

## 出版書籍
自1975年於美國出版以來已發行逾500萬冊，在臺灣首度由漢聲出版社發行中文版，2010年由小魯文化重新發行，2016年發行40週年紀念典藏版（二版） 。
| Farrar, Straus & Giroux | Farrar, Straus & Giroux | 小魯文化     | 小魯文化 |
| 發售日期                | ISBN                    | 發售日期     | ISBN     |
| ----------------------- | ----------------------- | ------------ | -------- |
| 1975年                  | ISBN                    | 2010年3月1日 | ISBN     |

## 獲獎
- Janusz Korczak Medal
- Christopher Award（1976年）

## 改編

### 電影
- 《不老泉（英语：Tuck Everlasting (1981 film)）》（1981年）[2]
- 《真愛無盡（英语：Tuck Everlasting (2002 film)）》（2002年）[3]

### 舞台劇
2016年4月26日首演。